# Distretto di Szentgotthárd
Il distretto di Szentgotthárd (in ungherese Szentgotthárdi járás) è un distretto dell'Ungheria, situato nella provincia di Vas.